# Jan Grauls senior
Jan L. baron Grauls (Hasselt, 9 oktober 1912 - Leuven, 2 april 1995)  was een Belgisch diplomaat.

## Levensloop
Grauls was een zoon van Jan-Lodewijk Grauls en Helena Creten. Hij promoveerde tot licentiaat in de handels en financiële wetenschappen en licentiaat in de toegepaste economische wetenschappen.
Hij begon zijn ambtelijke loopbaan als inspecteur van financiën en werd directeur-generaal van het technisch onderwijs.
Hij trad vervolgens toe tot de Belgische diplomatie en werd de kabinetschef van eerste minister Gaston Eyskens en de secretaris van de ministerraad. Hij nam deel aan de Economische Rondetafelconferentie ter voorbereiding van de onafhankelijkheid van Congo.
In 1986 werd hij opgenomen in de Belgische erfelijke adel met de persoonlijke titel baron. Zijn zoon Jan Grauls volgde hem op in de diplomatie.